# Riku Sihvonen
Riku Sihvonen (ur. 3 lipca 1998 w Jyväskylä) – fiński hokeista.

## Kariera
- JYP U16 (2012-2014)
- JYP U17 (2013/2014)
- JYP U18 (2014-2016)
- JYP U20 (2015-2018)
- JYP-Akatemia (2016-2017)
  -  JYP (2017/2018)
  -  Peliitat (2017/2018)
- KeuPa HT (2018)
- KOOVEE (2018-2019)
  -  KOOVEE U20 (2018/2019)
- Hermes (2019-2020)
- Ciarko STS Sanok (2020-2021)
- HC Stadion Litoměřice (2021-2022)
- VHK Vsetín (2021-2023)
- HC Stadion Litoměřice (2023-2025)
  -  Sparta Praga (2023)
- Slavia Praga (2025)

Wychowanek klubu JYP w rodzinnym mieście. Przez wiele lat grał w jego drużynach juniorskich. W edycji Liiga (2017/2018) zagrał jeden mecz w zespole seniorskim. W maju 2018 przeszedł do Keupa HT z rozgrywek Mestis. Pod koniec października 2018 został przetransferowany do KOOVEE. W maju 2019 ogłoszono jego transfer do Hermes. Na początku października 2020 został zaangażowany przez STS Sanok w rozgrywkach Polskiej Hokej Ligi. W sierpniu 2021 przeszedł do czeskiego klubu HC Stadion Litoměřice, występującego w rozgrywkach 1. ligi. We wrześniu 2021 ogłoszono możliwość jego występów w nadrzędnym klubie HC Litvínov w ekstralidze. W 2023 przeszedł do VHK Vsetín, a w 2023 powrócił do Litomierzyc. Pod koniec października 2023 przekazany incydentalnie do Sparty Praga. W styczniu 2025 przeszedł do Slavii Praga.
Występował w reprezentacjach juniorów Finlandii do lat 16, do lat 17, do lat 20. Uczestniczył w turniejach mistrzostw świata juniorów do lat 17 edycji 2015 oraz olimpijskiego festiwal młodzieży Europy edycji 2015.

## Sukcesy
Reprezentacyjne
- Brązowy medal olimpijskiego festiwalu młodzieży Europy: 2015

Klubowe
- Brązowy medal U16 SM-sarja: 2014 z JYP U16
- Brązowy medal U18 SM-sarja: 2016 z JYP U18